# کریس وادل
کریس وادل (به انگلیسی: Chris Waddle) زادهٔ ۱۴ دسامبر ۱۹۶۰ بازیکن فوتبال اهل انگلستان بود که سابقهٔ بازی در تیم ملی فوتبال انگلستان را در کارنامهٔ خود دارد. وی در تاریخ ۲۶ مارس ۱۹۸۵ نخستین بازی ملی خود را در مقابل تیم ملی فوتبال جمهوری ایرلند انجام داد و با حضور در ۶۲ بازی ملی، در تاریخ ۱۶ اکتبر ۱۹۹۱ واپسین بازی ملی‌اش را در برابر تیم ملی فوتبال ترکیه برگزار کرد.
این بازیکن توانسته در بازی‌های ملی، ۶ گل به‌ثمر برساند.